# Felix zu Schwarzenberg

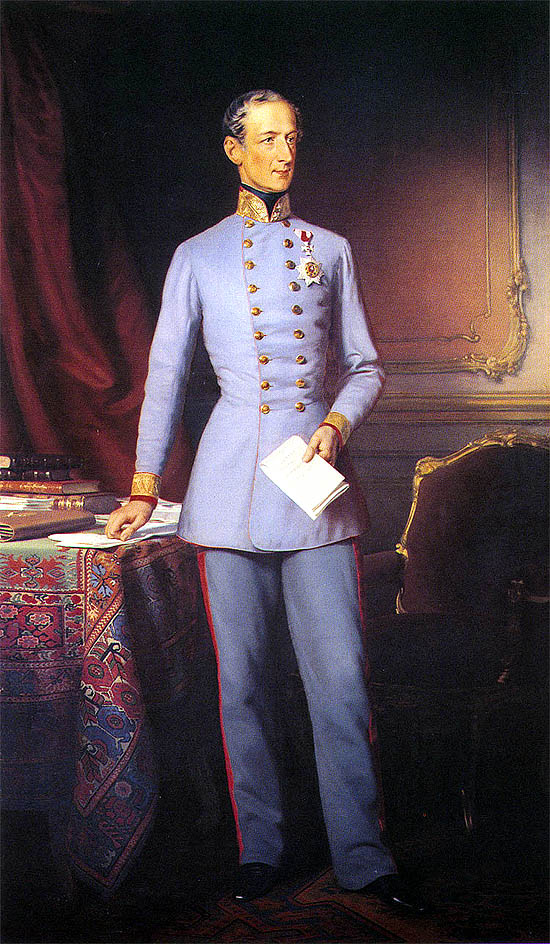
Felix zu Schwarzenberg.

Felix Ludwig Johann zu Schwarzenberg, född 2 oktober 1800 i Böhmisch-Krumau, död 5 april 1852 i Wien, var en österrikisk furste och politiker. Han var brorson till Karl zu Schwarzenberg och bror till Friedrich zu Schwarzenberg.

## Biografi
Schwarzenberg var först militär, men slog sedan in på den diplomatiska banan. Sina första poster i utlandet måste han lämna av egendomliga anledningar: Sankt Petersburg 1826 såsom inblandad i dekabristupproret, Lissabon 1828 därför att han utsatts för stenkastning av folket, London 1831 på grund av en kärleksaffär. Hans relation med Jane Digby hade drivit fram skilsmässa mellan henne och Edward Law, 1:e earl av Ellenborough. Den blev dock endast en episod i hennes växlingsrika liv.
År 1838 blev Schwarzenberg minister i Parma och Turin; 1844 i Neapel. Då oroligheter utbröt där i mars 1848, våldförde sig befolkningen, som i honom såg en inflytelserik förespråkare för reaktionär politik, på det österrikiska ministerhotellet. Han lämnade då sin post, kämpade sedan som brigadgeneral i norra Italien och befordrades till fältmarskalklöjtnant. Sedan hans svåger Alfred I zu Windisch-Graetz med våld undertryckt revolutionen i Wien, sattes Schwarzenberg i spetsen för den nya österrikiska regeringen den 22 november 1848. 
Schwarzenberg var, har hans närmaste förtrogne sagt, "en kall, järnhård, oböjlig själ, en man av stål". Med liv och själ var han en absolutismens man; "den djupaste bristen i hans natur bestod i att han missaktade de levande folkkrafterna och missförstod allt vad som vällde fram ur djupet" (Heinrich Friedjung). Han skydde inga medel, då det gällde att återställa den rubbade statsmaktens auktoritet. Hänsynslöst undertrycktes det ungerska upproret och oroligheter i andra landsändar.
Men under det en stor del av riket stod under militärdiktatur, genomfördes en hel rad reformer, bland annat inom statsförvaltning, rättskipning, finansväsen och agrarlagstiftning. Österrike återvann inom jämförelsevis kort tid sin forna styrka och kunde åter uppträda som den ledande makten i Mellaneuropa. Preussen tvingades att uppge sin "unionspolitik" 1850. Schwarzenberg kände sig därefter stark nog att 1851 suspendera den författning, som utfärdats 1849, men aldrig trätt i kraft, och inledde därmed en lång tid av reaktion.